# Simon Greul
Simon Greul (født 13. april 1981 i Stuttgart, Vesttyskland) er en tysk tennisspiller, der blev professionel i 2000. Han har (pr. september 2010) endnu ikke vundet nogen ATP-turneringer.
Greul er 185 cm. høj og vejer 80 kilo.